# الغايطة
الغايطة هي آلة نفخية تتكون من أنبوب أسطواني الشكل يبلغ طول من 30 إلى 40 سم من خشب ناعم من شجر المشمش أو الجوز أو الخوخ تخترقه سبعة (07) ثقوب،ستة منها في القسم الأعلى على مسافات متساوية وثقب واحد في الأسفل، ينتهي طرفها السفلي بشكل مخروطي يبلغ قطرة حوالي 10 سم، يحتوي الجزء الأعلى على حلقة صغيرة من عظم أو عاج أو معدن ترتكز عليه الشفتان، وهي آلة مفضلة في الحفلات التي تقام على الهواء الطلق بمرافقتها للرقصات الشعبية إلى جانب البندير وتستعمل من طرف الرجال فقط.